# Scutari (Turchia)
Scutari (in turco Üsküdar) è un distretto e un comune soggetto al comune metropolitano di Istanbul. È situato nella parte asiatica della città, all'ingresso meridionale del Bosforo, a nord del comune di Kadıköy.

## Storia
Scutari corrisponde all'antica località di Crisopoli (nel Medioevo, ribattezzata Scutari), appartenente alle colonie ioniche sulle coste dell'Asia Minore, ed in particolare alla regione della Bitinia. Fu la prima parte dell'odierna Istanbul ad essere conquistata dagli Ottomani, nel 1352.

## Monumenti e luoghi d'interesse
Scutari ospita diverse moschee di Sinān, tra cui quella che è considerata la sua ultima opera, la moschea Atik Valide e la moschea di Mihrimah Sultan (da non confondere con la moschea di Mihrimah situata vicino alla Porta di Adrianopoli, sempre di Sinān). Nell'interno, all'ingresso del cimitero di Karacaahmet, nel 2009 è stata eretta la moschea di Şakir, prima moschea la cui realizzazione interna è stata affidata a una donna, Zeynep Fadıllıoğlu.

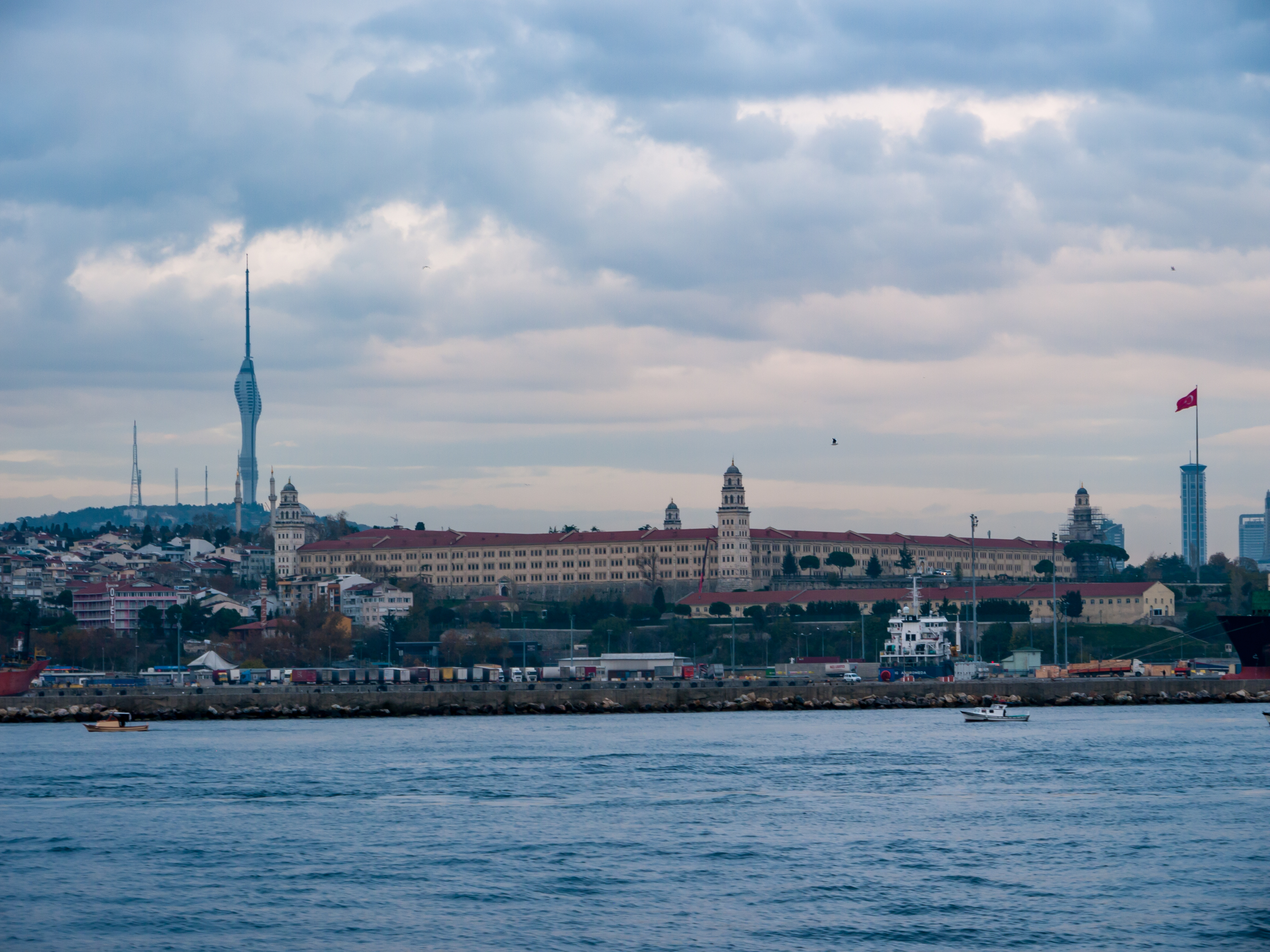
Caserma di Selimiye a Scutari

A Scutari sorge il palazzo di Beylerbeyi, nel quartiere omonimo, residenza estiva dei sultani ottomani.
A circa 200 metri al largo della costa vi è inoltre la torre di Leandro, nota anche come "torre della ragazza", risalente all'epoca bizantina e ricostruita in epoca ottomana.